# Turn Up the Bass
Turn Up the Bass is een serie verzamelalbums die werd uitgegeven door platenmaatschappij Arcade Records. De platen bevatten hits uit de jaren tachtig en negentig in het house- en dancegenre. De albums bevatten typisch een mix van bekende artiesten (soms hun minder bekende nummers) en minder bekende artiesten.
De titel van de serie Turn Up the Bass is afgeleid van de gelijknamige househit van Tyree Cooper uit 1988 . Tussen 1989 en 1993 verschenen de albums genummerd 1 t/m 25, daarna verschenen tussen 1994 en 2013 ook nog diverse ongenummerde delen, soms met een specifiek dance genre .
Onder de naam Turn Up the Bass: Houseparty zijn ook diverse mixen als albums uitgebracht . Mixers TCM, Koen Groeneveld, Addy van der Zwan, Eeg van Kruysdijk en Marcel Theunissen waren in wisselende samenstellingen verantwoordelijk voor de productie van de mixen. De mix-cd's bevatten gemiddeld circa 45 tracks.
Andere subseries, zoals Turn Up The Bass Presents: The Ultimate Dream Mix (new age & ambient) en Turn Up The Bass Presents > Hardcore waren minder succesvol, met respectievelijk drie en twee albums .
Vanaf begin 2011 heeft de serie een vervolg gekregen in de vorm van een rechtstreeks radioprogramma op Radio Decibel waarin de hits van de serie live in de mix door de mixers van de Turn Up the Bass-serie ten gehore worden gebracht.